# دژان پتکویچ
دژان پتکویچ (سیریلیک صربی: Дејан Петковић؛ زادهٔ ۱۰ سپتامبر ۱۹۷۲) بازیکن فوتبال اهل صربستان است.
از باشگاه‌هایی که در آن بازی کرده‌است می‌توان به باشگاه فوتبال رئال مادرید، باشگاه فوتبال الاتحاد، باشگاه فوتبال سویا، باشگاه فوتبال فلامینگو، باشگاه فوتبال ستاره سرخ بلگراد، باشگاه فوتبال فلومیننزه، باشگاه فوتبال راسینگ سانتاندر، باشگاه فوتبال ونتزیا، باشگاه ورزشی واسکو دوگاما، و باشگاه فوتبال اتلتیکو مینیرو، باشگاه فوتبال سانتوس، باشگاه فوتبال شانگهای گرینلند شنهوآ، باشگاه ورزشی ویتوریا، اشاره کرد.
وی همچنین در تیم ملی فوتبال صربستان و مونته‌نگرو بازی کرده‌است.